# Marseniopsis sharonae
Marseniopsis sharonae is een slakkensoort uit de familie van de Velutinidae. De wetenschappelijke naam van de soort is voor het eerst geldig gepubliceerd in 1939 door Willett.